# Grande Rue (Laval)
Pour les articles homonymes, voir Grande Rue.
La Grande Rue est une voie du centre-ville de la commune française de Laval.

## Situation et accès
C'est le plus ancien axe de la ville, car elle correspond à la voie romaine qui reliait Le Mans à Corseul. Elle commence sur les quais de la Mayenne, dans le prolongement du Pont Vieux, et s'achève sur la rue de la Trinité.

## Historique
La Grande Rue, du fait de sa position sur la voie romaine, est la première voie construite à Laval. La ville étant fondée au XIe siècle, les premières maisons de la rue datent certainement de cette époque. Néanmoins, la ville est détruite au XIVe siècle, pendant la Guerre de Cent Ans, et les constructions visibles aujourd'hui ne sont pas antérieures au XVe siècle. À la même période, les remparts entourant la ville sont construits, et le bas de la rue est alors fermé par la porte du Pont de Mayenne. L'essentiel des murailles est détruit du XVIIIe au XIXe siècle. La rue est pavée en 1784.
Guy de Laval, unique fils de Guy XII de Laval, est mort en 1403 des suites d'un accident dans cette rue. Alors qu'il y jouait à la paume, il tomba dans le puits sans margelle qui se trouvait alors en bas de la rue. Son décès entraîna l'exctinction de la Maison de Laval-Montmorency.

## Bâtiments remarquables et lieux de mémoire
La Grande Rue est bordée de nombreuses maisons des XVe et XVIe siècles, généralement avec un pignon sur rue. Parmi celles-ci :
- La Maison du Pou volant, au numéro 28.
- La Maison des Maires, au numéro 38.
- La Maison du Grand-Veneur, au numéro 68, de style Renaissance. Cet édifice a d'ailleurs inspiré l'hôtel néo-renaissance du XIXe siècle situé 26 rue de Nantes.

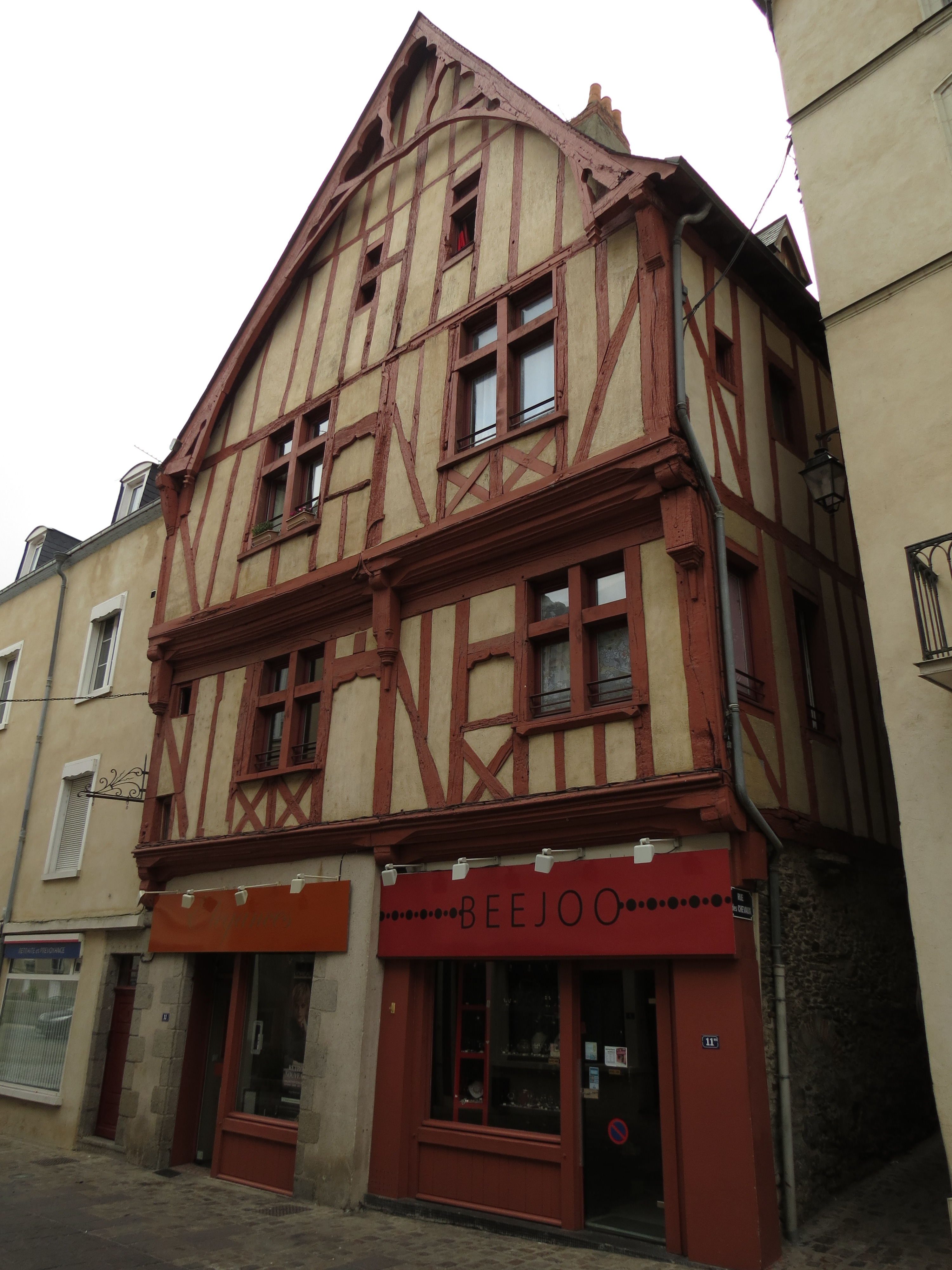
La maison au numéro 9.
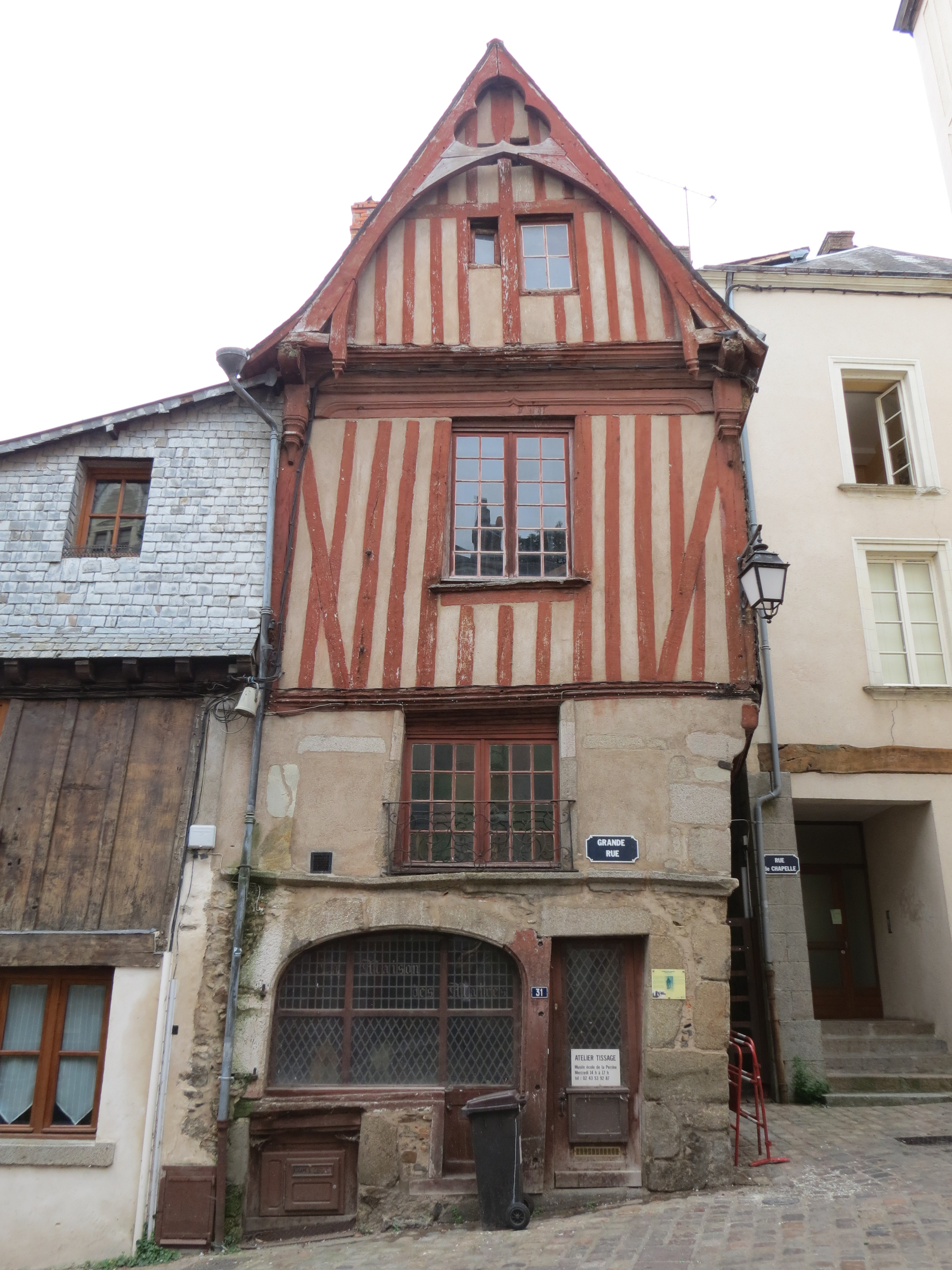
La Maison des Maires.
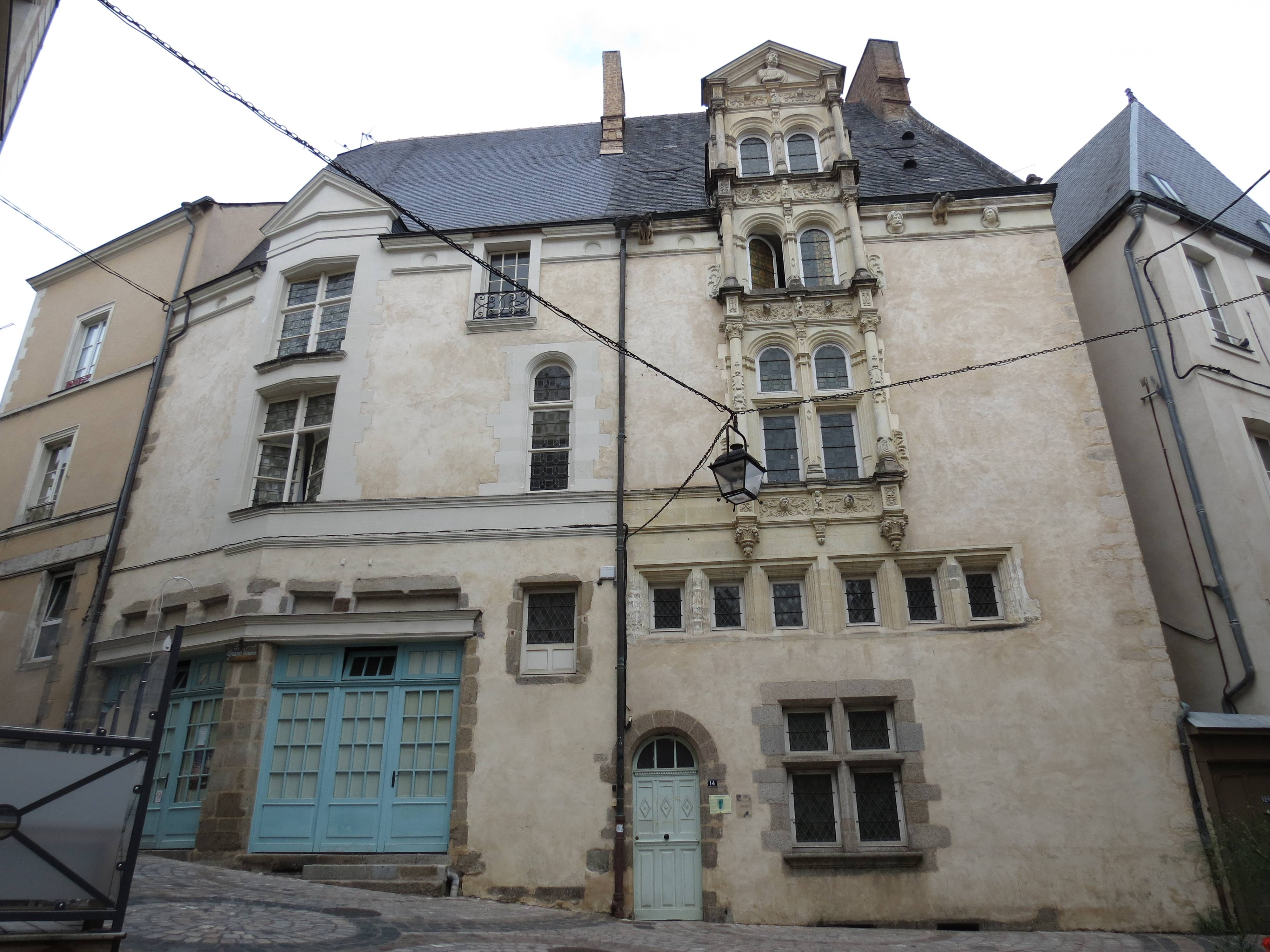
La Maison du Grand-Veneur.